# Liste des distinctions de Mylène Farmer
 (février 2020).
Si vous disposez d'ouvrages ou d'articles de référence ou si vous connaissez des sites web de qualité traitant du thème abordé ici, merci de compléter l'article en donnant les références utiles à sa vérifiabilité et en les liant à la section « Notes et références ».

## Concours Eurovision de la chanson
| Année | Travail nommé | Catégorie              | Résultat |
| ----- | ------------- | ---------------------- | -------- |
| 2011  | Lonely Lisa   | Meilleur Clip Européen | Lauréat  |

## M6Awards
| Année | Travail nommé    | Catégorie     | Résultat |
| ----- | ---------------- | ------------- | -------- |
| 2000  | Optimistique-moi | Meilleur Clip | Lauréat  |

## NRJ Music Awards
| Année | Travail nommé        | Catégorie                                       | Résultat   |
| ----- | -------------------- | ----------------------------------------------- | ---------- |
| 2000  | Mylenium Tour        | Meilleur Concert                                | Lauréat    |
| 2000  | Innamoramento        | Album Francophone                               | Lauréat    |
| 2000  | Mylène Farmer        | Artiste féminine Francophone                    | Lauréat    |
| 2001  | Mylène Farmer        | Artiste féminine Francophone                    | Lauréat    |
| 2002  | Mylène Farmer        | Artiste féminine Francophone                    | Lauréat    |
| 2002  | Mylène Farmer & Seal | Groupe/Duo Francophone                          | Nomination |
| 2003  | Mylène Farmer        | Artiste féminine Francophone                    | Lauréat    |
| 2006  | Avant que l'ombre... | Album Francophone                               | Lauréat    |
| 2006  | Mylène Farmer        | Artiste féminine Francophone                    | Nomination |
| 2007  | Mylène Farmer & Moby | Groupe/Duo Francophone                          | Nomination |
| 2009  | Mylène Farmer        | Artiste féminine Francophone                    | Nomination |
| 2009  | Point de Suture      | Album Francophone                               | Lauréat    |
| 2011  | Mylène Farmer        | Artiste féminine Francophone                    | Nomination |
| 2012  | Mylène Farmer        | Award de Diamant pour l'ensemble de sa carrière | Lauréat    |

## NRJ Ciné Awards
| Année | Travail nommé | Catégorie         | Résultat |
| ----- | ------------- | ----------------- | -------- |
| 2006  | Mylène Farmer | Meilleur Doublage | Lauréat  |

## Victoires de la musique
| Année | Travail nommé                 | Catégorie                                           | Résultat   |
| ----- | ----------------------------- | --------------------------------------------------- | ---------- |
| 1986  | Libertine                     | Vidéo-Clip                                          | Nomination |
| 1987  | Tristana                      | Vidéo-Clip                                          | Nomination |
| 1988  | Mylène Farmer                 | Artiste interprète féminine                         | Lauréat    |
| 1988  | Sans contrefaçon              | Vidéo-Clip                                          | Nomination |
| 1989  | Pourvu qu'elles soient douces | Vidéo-Clip                                          | Nomination |
| 1991  | Mylène Farmer                 | Artiste interprète féminine                         | Nomination |
| 1991  | Désenchantée                  | Vidéo-Clip                                          | Nomination |
| 1991  | L'Autre...                    | Meilleurs arrangements                              | Nomination |
| 1996  | Anamorphosée                  | Album francophone le plus exporté                   | Lauréat    |
| 1996  | Tour 96                       | Spectacle musical                                   | Nomination |
| 1999  | Mylène Farmer                 | Artiste interprète féminine                         | Nomination |
| 1999  | Mylénium Tour                 | Spectacle musical                                   | Nomination |
| 2000  | Mylène Farmer                 | Artiste interprète féminine                         | Nomination |
| 2000  | Mylénium Tour                 | Spectacle musical                                   | Nomination |
| 2005  | Mylène Farmer                 | Artiste interprète féminine des 20 dernières années | Lauréat    |

## World Music Awards
| Année | Travail nommé | Catégorie                 | Résultat |
| ----- | ------------- | ------------------------- | -------- |
| 1992  | Mylène Farmer | Meilleur Artiste Français | Lauréat  |

## Monte-Carlo Music Awards
| Année | Travail nommé | Catégorie                | Résultat |
| ----- | ------------- | ------------------------ | -------- |
| 1992  | L'Autre...    | Meilleure vente d'albums | Lauréat  |

## Cérémonie des Saphirs
| Année | Travail nommé | Catégorie               | Résultat |
| ----- | ------------- | ----------------------- | -------- |
| 1999  | Libertine     | Meilleur Clip du Siècle | Lauréat  |

## Purecharts Awards
| Année | travail nommé        | Catégorie                   | Résultat |
| ----- | -------------------- | --------------------------- | -------- |
| 2023  | L'Emprise (album)    | Meilleur album francophone  | Lauréat  |
| 2024  | Rallumer les étoiles | Meilleur clip de l'année    | Lauréat  |
| 2024  | Nevermore 2023/2024  | Meilleur concert de l'année | Lauréat  |